# Aegon Classic 2012
AEGON Classic 2012 — жіночий тенісний турнір, що проходив на відкритих кортах з трав'яним покриттям. Це був 31-й за ліком турнір. Відбувся в Edgbaston Priory Club у Бірмінгемі (Англія). Тривав з 11 до 17 червня 2012 року. Кваліфаєр Мелані Уден здобула титул в одиночному розряді.

## Учасниці основної сітки в одиночному розряді

### Сіяні пари
| Країна            | Гравчиня           | Рейтинг1 | Сіяна |
| ----------------- | ------------------ | -------- | ----- |
| Італія            | Франческа Ск'явоне | 12       | 1     |
| Німеччина         | Сабіне Лісіцкі     | 13       | 2     |
| Словаччина        | Даніела Гантухова  | 18       | 3     |
| Італія            | Роберта Вінчі      | 19       | 4     |
| Сербія            | Єлена Янкович      | 21       | 5     |
| Німеччина         | Мона Бартель       | 32       | 6     |
| США               | Крістіна Макгейл   | 36       | 7     |
| Росія             | Катерина Макарова  | 38       | 8     |
| Нова Зеландія     | Марина Еракович    | 42       | 9     |
| Румунія           | Сорана Кирстя      | 43       | 10    |
| Чехія             | Івета Бенешова     | 51       | 11    |
| Австрія           | Таміра Пашек       | 52       | 12    |
| Китайський Тайбей | Сє Шувей           | 64       | 13    |
| Угорщина          | Тімеа Бабош        | 67       | 14    |
| Велика Британія   | Олена Балтача      | 68       | 15    |
| Греція            | Елені Даніліду     | 69       | 16    |

- 1 Рейтинг подано станом на 28 травня 2012

### Інші учасниці
Нижче наведено учасниць, які отримали вайлд-кард на участь в основній сітці:
- Єлена Янкович
- Тара Мур
- Саманта Маррей
- Франческа Ск'явоне
- Мелані Саут

Нижче наведено гравчинь, які пробились в основну сітку через стадію кваліфікації:
- Віра Душевіна
- Мішель Ларшер де Бріту
- Ноппаван Летчівакарн
- Грейс Мін
- Мелані Уден
- Алісон Ріск
- Абігейл Спірс
- Чжен Цзє

Гравчині, що потрапили в основну сітку як щасливий лузер:
- Сесил Каратанчева
- Алла Кудрявцева

### Відмовились від участі
- Софія Арвідссон
- Петра Цетковська
- Сімона Халеп
- Ярміла Ґайдошова (травма лівого зап'ястка)
- Кая Канепі
- Пен Шуай
- Леся Цуренко

### Знялись
Гравчині, що відмоливсь від участі:
- Кейсі Деллаква
- Міхаелла Крайчек (вірусне захворювання)
- Моріта Аюмі
- Віржіні Раззано

## Учасниці основної сітки в парному розряді

### Сіяні пари
| Країна | Гравчиня          | Країна    | Гравчиня            | Рейтинг1 | Сіяна |
| ------ | ----------------- | --------- | ------------------- | -------- | ----- |
| США    | Лізель Губер      | США       | Ліза Реймонд        | 2        | 1     |
| Індія  | Саня Мірза        | Казахстан | Ярослава Шведова    | 15       | 2     |
| ПАР    | Наталі Грандін    | Чехія     | Владіміра Угліржова | 47       | 3     |
| США    | Ракель Копс-Джонс | США       | Абігейл Спірс       | 50       | 4     |

- 1 Рейтинг подано станом на 28 травня 2012

### Інші учасниці
Пари, що отримали вайлдкард на участь в основній сітці:
- Лора Робсон /  Гезер Вотсон

Наведені нижче пари отримали місце як заміна:
- Тара Мур /  Мелані Саут

### Відмовились від участі
- Міхаелла Крайчек (вірусне захворювання)

### Знялись
- Лора Робсон (вірусне захворювання)
- Чжен Цзє (хворобу шлунково-кишкового тракту)

## Фінальна частина

### Одиночний розряд
- Мелані Уден —  Єлена Янкович, 6–4, 6–2
  - Для Уден це був перший титул за кар'єру

### Парний розряд
- Тімеа Бабош /  Сє Шувей —  Лізель Губер /  Ліза Реймонд, 7–5, 6–7(2–7), [10–8]